# Ole-Henrik Bjørkmo Lifjell

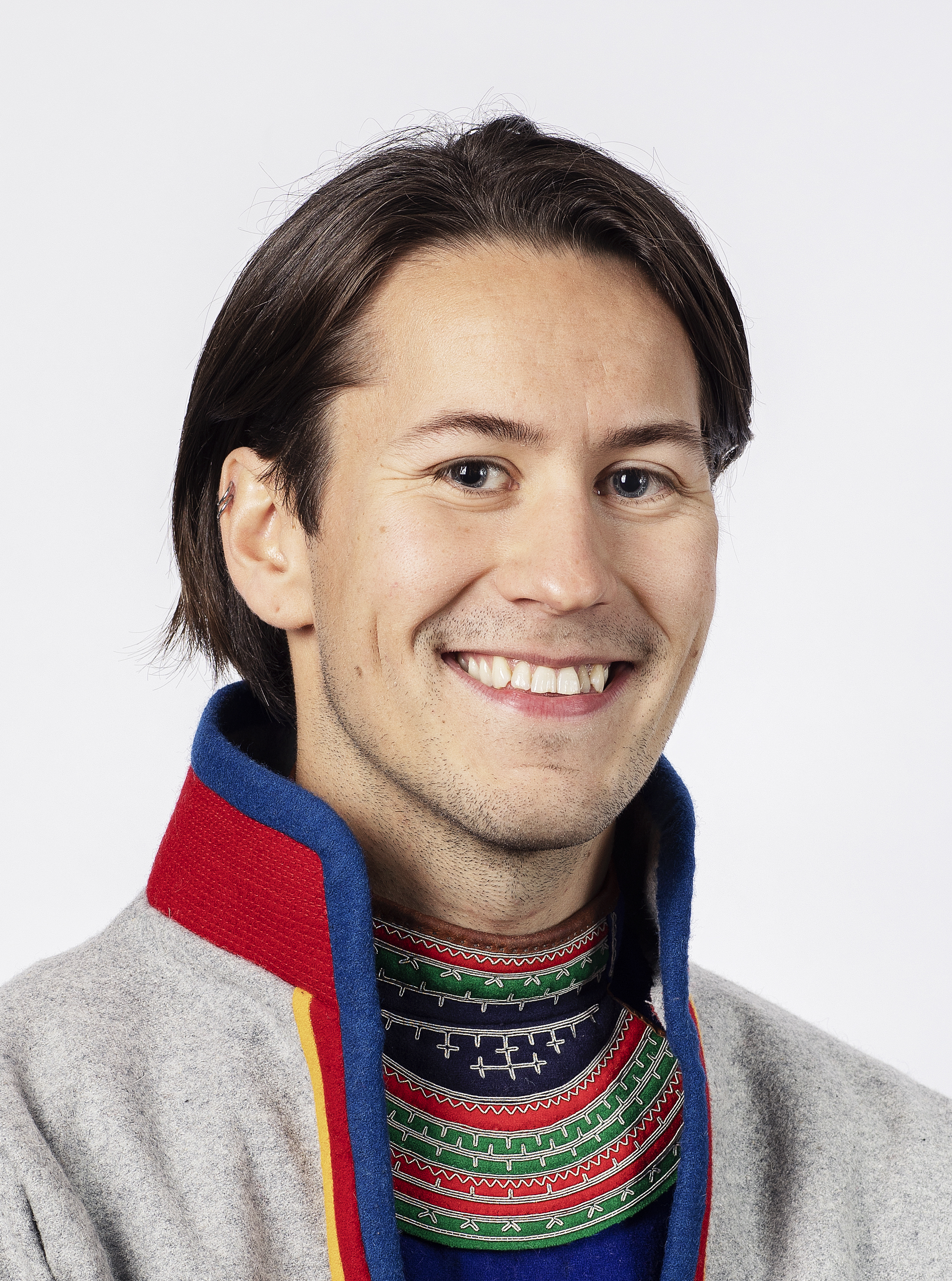
Ole-Henrik Bjørkmo Lifjell, 2021

Ole-Henrik Bjørkmo Lifjell (* 22. Juli 1994) ist ein norwegisch-südsamischer Politiker des Norske Samers Riksforbund (NSR) und Musiker. Seit 2021 ist er Abgeordneter im Sameting. Als Musiker tritt er unter dem Namen Åvla auf.

## Leben
Lifjell wuchs in Bleikvasslia in der Kommune Hemnes im Fylke Nordland auf.

### Politik
Aktiv in der samischen Politik wurde er eigenen Angaben zufolge im Jahr 2013, als die Schließung der samischen Schule in Hattfjelldal drohte. In der Legislaturperiode 2017–2021 war er Vorsitzender des Jugendgremiums des norwegisch-samischen Parlaments Sameting, des Sametingets ungdomspolitiske utvalg (SUPU). Bei der Sametingswahl 2021 zog Lifjell erstmals als Abgeordneter in das Sameting ein. Dort vertritt er den südsamischen Wahlkreis (Sørsamisk valgkrets) und wurde Mitglied im Wirtschafts- und Kulturausschuss. Er war auf dem zweiten Listenplatz der NSR-Liste seines Wahlkreises angetreten. Als eines seiner Kernthemen gab er den Bereich der mentalen Gesundheit an.
Am 29. April 2025 wurde er vertretungsweise Mitglied im Sametingsrådet, dem Regierungsgremium des norwegischen Sametings. Lifjell vertritt dort seine Parteikollegin Maja Kristine Jåma in deren Elternzeit. Er erhielt wie Jåma die Zuständigkeit für Kultur, für Klima, Umwelt und Energie, für Areal und Verkehr sowie für Medien.

### Musik
Als Musiker tritt Lifjell unter dem Namen Åvla auf. Dabei handelt es sich um den südsamischen Namen für Ole und Olav, mit dem er in seiner Kindheit bezeichnet wurde. Als Musiker veröffentlichte er mehrere Lieder in südsamischer Sprache, einer von rund 500 bis 800 Personen gesprochenen Sprache. Im Jahr 2021 gab Markus Thonhaugen unter seinem Künstlernamen DJ iDJa ein Album heraus, auf dem Lifjell gemeinsam mit Ramona Linnea sang und joikte. Im Jahr 2022 sang Lifjell für den Kinderkanal NRK Super die südsamische Version Boerehke des für das Jahr 2022 veröffentlichten Liedes der an Kinder gerichteten BlimE-Aktion ein.
Im Mai 2024 gab er sein Debütalbum Gaskem heraus.